# Archidiecezja Syrakuz
Archidiecezja Syrakuz (łac. Archidioecesis Syracusanus, wł. Arcidiocesi di Siracusa) – rzymskokatolicka archidiecezja ze stolicą w Syrakuzach we Włoszech. Arcybiskupi Syrakuz są również metropolitami metropolii o tej samej nazwie. Należy do regionu kościelnego Sycylia.
W 2022 na terenie archidiecezji pracowało 40 zakonników i 133 siostry zakonne.
Patronką archidiecezji jest św. Łucja z Syrakuz.

## Sufraganie
Sufraganiami archidiecezji Syrakuz są diecezje:
- Noto
- Ragusa

## Historia
Diecezja w Syrakuzach powstała w II wieku. W 878 została zlikwidowana. Przywrócił ją w 1092 bł. Urban II. Z Syrakuz pochodził papież Stefan III.
15 maja 1844 z diecezji Syrakuz wydzielono diecezję Noto.
20 maja 1844 papież Grzegorz XVI podniósł diecezję Syrakuz do rangi arcybiskupstwa metropolitarnego.
W 1950 nazwa uległa zmianie na archidiecezja Ragusy i Syrakuz. Do poprzedniej nazwy wrócono 1 października 1955 po odłączeniu się diecezji Ragusa.

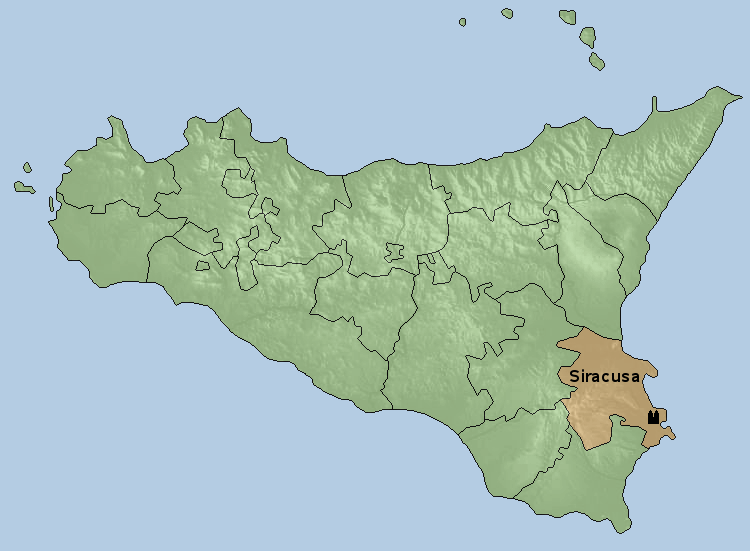
Archidiecezja Syrakuz

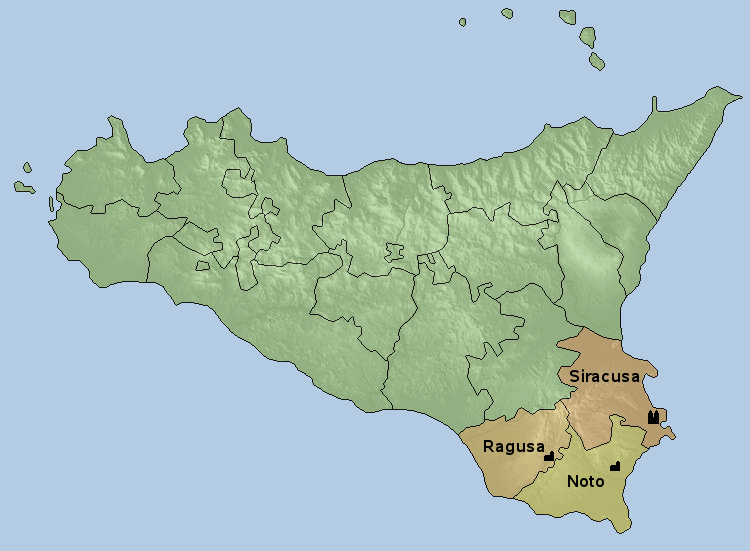
Metropolia Syrakuz